# Leukental
Leukental är en dal i Österrike.   Den ligger i förbundslandet Tyrolen, i den centrala delen av landet, 300 km väster om huvudstaden Wien.
I omgivningarna runt Leukental växer i huvudsak blandskog. Runt Leukental är det ganska tätbefolkat, med 52 invånare per kvadratkilometer.